# La malcasada
La malcasada és una pel·lícula espanyola muda en blanc i negre del 1926 dirigida per Francisco Gómez-Hidalgo y Álvarez, coautor del guió juntament amb José Luis de Lucio i basada en el matrimoni fracassat entre el torero mexicà Rafael Gaona i l'actriu espanyola Carmen Ruiz Morales, amant d'Alfons XIII d'Espanya entre 1914 i 1931. Fou estrenada al Teatro del Centro el 10 de gener de 1927.

## Argument
La pel·lícula mostra la història d'una dama de l'alta societat espanyola que es casada per interès amb un torero mexicà, en un moment en què a les Corts Espanyoles s'estava tramitant una llei sobre el divorci.

## Repartiment
- Inocencia Alcubierre
- María Banquer
- Juan Belmonte
- Julia A. de Belmonte

## Producció
El seu interès radica en que tenen petits papers nombrosos personatges notoris de l'època, entre ells els militars Francisco Franco, José Sanjurjo, José Millán-Astray i Miguel Primo de Rivera, Ramón María del Valle-Inclán, Juan Belmonte, el comte de Romanones, Azorín, Julio Romero de Torres, Alejandro Lerroux, Manuel Machado o Juan de la Cierva.